# رذایل خصوصی، لذت‌های عمومی
رذایل خصوصی، لذت‌های عمومی (ایتالیایی: Vizi privati, pubbliche virtù) یک فیلم درام ایتالیایی-یوگسلاوی محصول ۱۹۷۶ به کارگردانی میکلوش یانچو است که در جشنواره فیلم کن ۱۹۷۶ وارد شد.

## خلاصه داستان
رودولف مرد خوش طینتی است که در عمارت بزرگ خود میزبان جوانان است اما او از ترک خانه خود حتی پس از دستور امپراتور که پدرش است نیز امتناع می‌کند و...
یانچو در این اثر به وقایع تاریخی ِامپراتوری اتریش-مجارستان پرداخته است.
هنگامی که رودلف ولیعهد اتریش با بارونس ماری وتسرا روابط عاشقانه‌ی خود را آغاز کرده و علیه پدر تاجدارش، فرانتس یوزف یکم می‌شورد. رودولف با برپایی مجالس عشرت در شکلی نامتعارف در صدد ایجاد رسوایی و بدنامی برای پدر خویش است. در این فیلم یانچو از برخی چهره‌های مطرح سینمای ایتالیا نیز استفاده کرده است و همانطور که از سینمای اروپا در دهه‌ی هفتاد انتظار میرود با فیلمی ساختارشکن مواجهیم که از اروتیسم به مثابه ابزاری برای اعتراض بهره میبرد. چندین سال بعد از مرگ رودلف است که ترورِ دیگر ولیعهد ِ امپراتوری ِ اتریش - مجارستان دستاویز جنگ جهانی اول می‌گردد، در حالی که ماجرای مرگ رودلف هنوز در پرده ای از ابهام قرار دارد و علیرغم مکتوبات منابع رسمی که مرگ رودلف و معشوقه‌اش را خودکشی اعلام می‌کنند، یانچو روایتی دیگرگون از این ماجرا به دست می‌دهد.